# Saint-Léonard-en-Beauce

Saint-Léonard-en-Beauce este o comună în departamentul Loir-et-Cher, Franța. În 1 ianuarie 2022 avea o populație de 638 de locuitori.